# Gondomar Sport Clube
O Gondomar Sport Clube é um clube de futebol da cidade de Gondomar, fundado no dia 1 de maio de 1921,  tendo como atual presidente Álvaro Cerqueira. Joga no Estádio de São Miguel, em Gondomar, com capacidade para 2 450 espectadores e participa atualmente na Liga Pro, primeiro escalão distrital da Associação de Futebol do Porto.

## Futebol
O Gondomar Sport Clube foi fundado a 1 de Maio de 1921 e joga no Estádio de São Miguel (Gondomar) desde de 1970. O Estádio tem capacidade para cerca de 2450 espectadores, com duas bancadas. Este estádio tem ainda mais três relvados sintéticos. O Estádio de São Miguel sofreu obras de remodelação no decorrer da época 2021/22, o relvado foi substituído, as bancadas foram melhoradas e pintadas assim como a sede do clube. Foram também melhoradas outras infraestruturas de apoio ao Estádio.
Esta equipa já participou por cinco temporadas consecutivas na Segunda Liga; a última presença foi em 2008/09 e nos últimos anos tem permanecido no Campeonato de Portugal. Em 2018/19 a equipa terminou no terceiro lugar da Série B.
Um dos momentos mais altos da história do clube foi em 2002 quando se deslocou a Lisboa onde venceu o Benfica no Estádio da Luz por 0-1 em jogo da quarta ronda da Taça de Portugal. O Gondomar Sport Clube conquistou a II Divisão Nacional na época 2003/04, em 1989/90 conquistou a II Divisão Distrital da AF Porto e em 1964/65 conquistou a III Divisão Distrital da AF Porto.
Na época 2019/20, a equipa competiu pela sétima vez no Campeonato de Portugal, a época não chegou ao fim por causa da pandemia de Covid-19. Na altura que o campeonato foi cancelado a equipa ocupava a 14ª posição.
Na época 2020/21 a equipa foi ao play-off de subida mas não conseguiu terminar em lugar de promoção, ficando novamente no Campeonato de Portugal.
Em 2021/22 o Gondomar SC volta a competir no Campeonato de Portugal pela 9ª vez. O Gondomar SC conseguiu a manutenção na prova depois de terminar a fase de manutenção na 2ª posição. Na fase regular o clube terminou no 3º lugar.
Em 2022/23 o clube voltou a disputar o Campeonato de Portugal, terminado na 7ª posição da Série B. 
Em 2023/24 o clube competiu no Campeonato de Portugal pela 11ª vez e alcançou o 3º lugar, a dois pontos do 2º classificado, que tinha a possibilidade de jogar o play-off de acesso à Liga 3.
Na época 2024/25 o clube disputou pela 12ª vez o Campeonato de Portugal e terminou a prova na 11ª posição, lugar de descida de divisão, mais concretamente à Liga Pro, da Associação de Futebol do Porto. Na mesma época, o Supremo Tribunal Administrativo (STA) decidiu que o Gondomar SC deve regressar à Segunda Liga na época 2026-27, após considerar ilegal o rebaixamento imposto em 2009 no âmbito do processo "Apito Dourado", onde o clube foi acusado de corrupção. Esta decisão rejeita um último recurso interposto pela Federação Portuguesa de Futebol (FPF) e confirma o acórdão de 2014 que anulava as escutas telefónicas utilizadas no processo disciplinar que determinou a penalização do clube. 

## Plantel

### Histórico

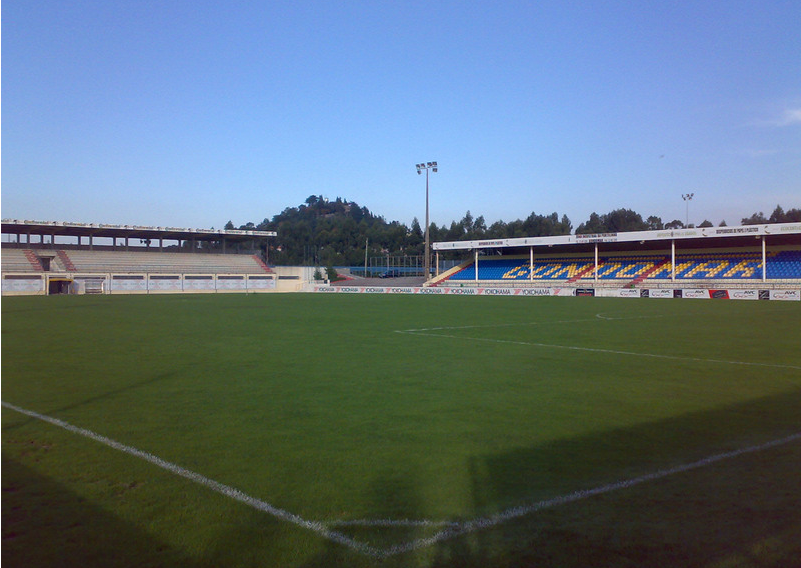
Estádio de São Miguel.

|                        | Nº Presenças | Títulos |
| ---------------------- | ------------ | ------- |
| Primeira Liga          | 0            |         |
| Segunda Liga           | 5            |         |
| Liga 3                 | 0            |         |
| Campeonato de Portugal | 12           |         |
| Segunda Divisão B      | 14           | 1       |
| AF Porto               | 1            | 1       |
| Taça de Portugal       | 31           |         |
| Taça da Liga           | 2            |         |